# Jicacal
Jicacal är en ort i Mexiko.   Den ligger i kommunen Pajapan och delstaten Veracruz, i den sydöstra delen av landet, 500 km öster om huvudstaden Mexico City. Jicacal ligger 12 meter över havet och antalet invånare är 951.
Terrängen runt Jicacal är platt. Havet är nära Jicacal åt nordost. Runt Jicacal är det tätbefolkat, med 530 invånare per kvadratkilometer. Närmaste större samhälle är Fraccionamiento Ciudad Olmeca, 9,5 km sydost om Jicacal. 